# Pequeña Copa del Mundo
Pequeña Copa del Mundo (Spaans) of Pequena Taça do Mundo (Portugees) (Kleine Wereldbeker) was een voetbalbekercompetitie die tussen 1952 en 1975 werd gehouden. Het was de voorloper van de wereldbeker voor clubteams. Aan iedere editie namen vier tot acht clubs mee, afkomstig uit Europa en Zuid-Amerika.
Het Pequeña Copa del Mundo droeg van 1952 tot 1963 de naam Mundialito de Clubes en daarna tot 1975 de naam Trofeo Ciudad de Caracas. De wedstrijden voor deze wereldbeker werden gespeeld in het Estadio Olímpico van Caracas in Venezuela. In de beginjaren was het Pequeña Copa del Mundo een zeer prestigieus toernooi dat jaarlijks gehouden werd en waaraan de beste Zuid-Amerikaanse en Europese clubs deelnamen. Na de invoering van de wereldbeker voor clubteams, waarvoor vanaf 1960 gespeeld werd tussen de winnaar van de UEFA Champions League en de Copa Libertadores, verloor het Pequeña Copa del Mundo een groot deel van zijn status.

## Winnaars

### Mundialito de Clubes
- 1952  Real Madrid
- 1953  Millonarios
- 1954  SC Corinthians
- 1955  São Paulo FC
- 1956  Real Madrid
- 1957  FC Barcelona
- 1963  São Paulo FC

### Trofeo Ciudad de Caracas
- 1965  SL Benfica
- 1966  Valencia CF
- 1967  Athletic de Bilbao
- 1969  FC Spartak Trnava
- 1970  Vitória Setúbal
- 1975  Oost-Duitse selectie